# CHL Import Draft 2001
CHL Import Draft 2001 – 10. draft CHL w historii. Łącznie wybrano 69 zawodników (przewidziano 91 wyborów).

## Wybrani
Pozycje: B – bramkarz, LO – lewy obrońca, PO – prawy obrońca, C – center, LS – lewoskrzydłowy, PS – prawoskrzydłowy

Ligi: OHL – Ontario Hockey League, QMJHL – Quebec Major Junior Hockey League, WHL – Western Hockey League

### Runda 1
| #  | Zawodnik (pozycja)    | Pochodzenie | Klub macierzysty         | Klub wybierający (liga)     |
| -- | --------------------- | ----------- | ------------------------ | --------------------------- |
| 1  | Marian Havel (C)      | Czechy      | Dukla Jihlava            | Vancouver Giants (WHL)      |
| 10 | Mykoła Ładyhin (LO)   | Ukraina     | CSKA 2 Moskwa            | Medicine Hat Tigers (WHL)   |
| 11 | Igor Radułow (LS)     | Rosja       | Łokomotiw 2 Jarosław     | Mississauga IceDogs (OHL)   |
| 25 | Thomas Vanek (LS)     | Austria     | Sioux Falls Stampede     | Brandon Wheat Kings (WHL)   |
| 28 | Fiodor Tiutin (LO)    | Rosja       | SKA Sankt Petersburg     | Guelph Storm (OHL)          |
| 29 | Patrick Thoresen (LS) | Norwegia    | Storhamar Dragons        | Moncton Wildcats (QMJHL)    |
| 37 | Jakub Klepiš (C)      | Czechy      | Slavia 2 Praga           | Portland Winterhawks (WHL)  |
| 45 | David Rodman (PS)     | Słowenia    | HK Kranjska Gora         | Val-d’Or Foreurs (QMJHL)    |
| 49 | Iwan Usienka (LO)     | Białoruś    | Torpedo 2 Niżny Nowogród | Swift Current Broncos (WHL) |
| 53 | Michaił Jakubow (C)   | Rosja       | Łada Togliatti           | Red Deer Rebels (WHL)       |

### Runda 2
| #  | Zawodnik (pozycja)   | Pochodzenie | Klub macierzysty | Klub wybierający (liga)       |
| -- | -------------------- | ----------- | ---------------- | ----------------------------- |
| 58 | Siergiej Końkow (LS) | Rosja       | CSKA Moskwa      | Moncton Wildcats (QMJHL)      |
| 61 | Jānis Sprukts (C)    | Łotwa       | Lukko U20        | Acadie-Bathurst Titan (QMJHL) |
| 75 | Andrij Michnow (LS)  | Ukraina     | CSKA Moskwa      | Sudbury Wolves (OHL)          |